# Марков, Олег Иванович (хоккеист)
Олег Иванович Марков (род. 6 ноября 1970) — советский и российский хоккеист, защитник, тренер. Мастер спорта России.

## Биография
Воспитанник рыбинского хоккея, на молодёжном уровне выступал за «Торпедо» Ярославль. Играл за ШВСМ Ярославль (1988/89 — 1989/90), «Спартак» Архангельск (1989/90), СКА-2 Санкт-Петербург (1990/91 — 1991/92), «Кабельщик» Рыбинск (1992/93), ТХК Тверь (1993/94), «Дизелист» / «Дизель» Пенза (1994/95 — 1996/97, 1999/2000), «Воронеж» (1996/97), «Авангард» Тамбов (1996/97), «Кристалл» Саратов (1996/97 — 1997/98), «Полёт» / «Рыбинск» (1997/98 — 1998/99, 2001/02, 2004/05 — 2005/06), «Ривьера» Москва (2000/01), «Брест» (Белоруссия, 2002/03).
На высшем уровне играл за «Дизелист» (1996/97 — 2 матча в РХЛ), «Кристалл» — 22 матча в РХЛ, «Брест».
Бронзовый призёр зимней Универсиады 1995.
Тренер женских команд в Рыбинске.